# Marphysa bonhardi
Marphysa bonhardi är en ringmaskart som först beskrevs av McIntosh 1885.  Marphysa bonhardi ingår i släktet Marphysa och familjen Eunicidae. Inga underarter finns listade i Catalogue of Life.